# Falen Å
Falen Å är ett vattendrag i Danmark.   Det ligger i Ringkøbing-Skjerns kommun i Region Mittjylland, i den västra delen av landet, 270 km väster om Köpenhamn.
Falen Å har sitt ursprung i Lydum Å som strax söder om Sønder Bork byter namn till Falen Å. Mynningen är vid Bork Havn i södra delen av Ringkøbing Fjord. 